# Labioglobivalvulina
Labioglobivalvulina es un género de foraminífero bentónico de la Subfamilia Globivalvulininae, de la Familia Globivalvulinidae, de la Superfamilia Globivalvulinoidea, del Suborden Endothyrina, del Orden Endothyrida, de la Subclase Fusulinana y de la Clase Fusulinata. Su especie tipo es Labioglobivalvulina baudi. Su rango cronoestratigráfico abarca desde el Capitaniense superior (Pérmico medio) hasta el Lopingiense (Pérmico superior).

## Discusión
Clasificaciones previas hubiesen incluido Labioglobivalvulina en la Subfamilia Biseriammininae, de la Familia Biseriamminidae, de la Superfamilia Palaeotextularioidea, del Suborden Fusulinina y del Orden Fusulinida.

## Clasificación
Labioglobivalvulina incluye a las siguientes especies:
- Labioglobivalvulina baudi †
- Labioglobivalvulina fortis †